# Сулостская волость
Сулостская волость — административно-территориальная единица в составе Ростовского уезда Ярославской губернии Российской империи. Административный центр — на 1885 г. Белогостицкая слобода.

## География
По данным 1885 г. Сулостская волость граничила с севера с Приимковской волостью, с востока — Ярославским уездом и частью Нажеровской волости, с юга — Угодичской и с запада — Савинской волостями.
Площадь Сулостской волости была равна 8672 десятинам, из числа которых 5203 дес. надельных, при довольно плодородной почве, состоящей, большей частью из так называемой сырой земли (суглинистый чернозём) и в меньшей пропорции — из песка. Надел по всей площади был невелик и, средним числом, не превышал 3-х с небольшим десятин на душу, из которых собственно пахотной земли приходилось всего только 0,776 десятин на каждую ревизскую душу; такое незначительное количество надела и частью довольно сносная почва служили причиной того, что большинство селений Сулостской волости занимались одним огородничеством и только меньшинство — хлебопашеством.
Лесов в волости было очень мало: 439 надельных десятин.

## История
Сулостская волость, как и большая часть волостей Российской Империи, была образована после реформы 1861 г. в составе Ростовского уезда Ярославской губернии.
На 1885 г. в Сулостской волости было 9 сельских обществ: Васильковское, Дубровское, Козловское, Никольское, Петровское, Петрушинское, Сверчковское, Сулостское и Юрьевское, в которых числилось 1684 ревизских душ, платящих ежегодно до 8 р.с. различного рода сборов, каждая; по семейным же спискам: 1976 душ мужского пола и 2149 душ женского пола, а всего 4125 душ обоего пола при 605 дворах, которые и составляют 18 селений (4 села, 9 деревень и 5 слобод):
1. Богоявленская слобода (территории вошли в состав г. Ростова);
2. Квасоварная слобода (территории вошли в состав г. Ростова);
3. Петровская слобода (территории вошли в состав г. Ростова);
4. Белогостицкая слобода (в настоящее время с. Белогостицы);
5. Никольское на Перевозе, село (в настоящее время с. Николо-Перевоз);
6. Нажеровка, деревня, приход церкви с. Никольского на Перевозе;
7. Петрушино, деревня, приход церкви с. Сулость;
8. Хожино, деревня, приход церкви с. Сулость;
9. Дуброво, деревня, приход церкви с. Сулость;
10. Сулость, село;
11. Новоселка, деревня, приход церкви с. Никольское на Перевозе;
12. Меленки, деревня, приход церкви с. Николы на Перевозе
13. Козлово, деревня, приход церкви с. Николы на Перевозе;
14. Васильково, село;
15. Выползово, деревня, приход церкви с. Юрьевского;
16. Сверчково, деревня, приход церкви с. Юрьевского (в настоящее время не существует);
17. Юрьевское, село;
18. Ямская слобода (территории вошли в состав г. Ростова).

Сулостская волость на 1921 год состояла из следующих селений: Васильково, Выползово, Дуброво, Петрушино, Сулость, Сверчково, Хомино, Юрьевское;
С ноября 1921 года в ее состав вошли селения Белогостицкой волости: Белогостицкая слобода, Богоявленская слобода, Квасоварная слобода, Козлово, Меленки, Нажеровка, Николо-Перевоз, Новоселка, Петровская слобода, Ямская слобода
С декабря 1923 года Сулостская волость перестала существовать, селения из ее состава вошли в состав в Макаровской, Приозерной и Угодичской волостей.